# Mischocyttarus sylvestris
Mischocyttarus sylvestris är en getingart som beskrevs av Richards 1945. Mischocyttarus sylvestris ingår i släktet Mischocyttarus och familjen getingar. Inga underarter finns listade i Catalogue of Life.